# 天主教塞克什白堡教区
天主教塞克什白堡教區（拉丁語：Dioecesis Albae Regalensis）是羅馬天主教在匈牙利的一個教區。屬艾斯特根-布達佩斯總教區。始於1777年6月17日。 
教區位於匈牙利中部的費耶爾州。2010年有教友422,656人，佔轄區總人口50.3%。教區下轄149個堂區，有八十六名司鐸。現任主教為安塔爾·斯保尼伊。